# Myrciaria guaquiea
Myrciaria guaquiea är en myrtenväxtart som först beskrevs av Hjalmar Frederik Christian Kiaerskov, och fick sitt nu gällande namn av Joáo Rodrigues de Mattos och Carlos Maria Diego Enrique Legrand. Myrciaria guaquiea ingår i släktet Myrciaria och familjen myrtenväxter. Inga underarter finns listade i Catalogue of Life.